# Streptopus koreanus
Streptopus koreanus là một loài thực vật có hoa trong họ Măng tây. Loài này được (Kom.) Ohwi miêu tả khoa học đầu tiên năm 1931.